# 恰洛加蒂沙達爾烏帕齊拉
恰洛加蒂沙達爾乌帕齐拉是孟加拉国恰洛加蒂縣的一个乌帕齐拉，位於巴里薩爾专区的恰洛加蒂縣。。

## 人口
據1991年孟加拉國人口普查，恰洛加蒂沙達爾共有戶數36,504戶，人口195619人。其中男性佔比51.13%，女性佔比48.87%；成年人口102,890人。該地7歲以上人口之平均識字率為54.4%。